# Edna Kramer
Edna Kramer   (Manhattan, 11 de maig de 1902 - Manhattan, 9 de juliol de 1984) va ser una matemàtica estatunidenca.
Filla d'una parella de jueus austro-hongaresos immigrats a Nova York, va destacar en els seus estudis secundaris i el 1918, amb setze anys, va ingressar al Hunter College, en el qual es va graduar el 1922. A partir d'aleshores va ser professora de matemàtiques a instituts de secundària mentre, simultàniament, preparava la seva tesi doctoral que va defensar el 1930 a la Universitat de Colúmbia, sota la direcció d'Edward Kasner. Des de 1929 fins a 1934 va ser professor de l'escola estatal de professorat de Montclair (Nova Jersey) i el 1934 va tornara l'ensenyament secundari e un institut de Brooklyn. Des de 1948 fins a la seva jubilació el 1965 va ser professor de la Universitat Politècnica de Nova York.
Edna Kramer és recordada, sobre tot, pels dos llibres de història de les matemàtiques que va publicar: The Main Stream of Mathematics (1951) i The Nature and Growth of Modern Mathematics (1970), en els quals defensa una visió gradualista en l'evolució històrica dels conceptes matemàtics.